# Erin L. Thompson

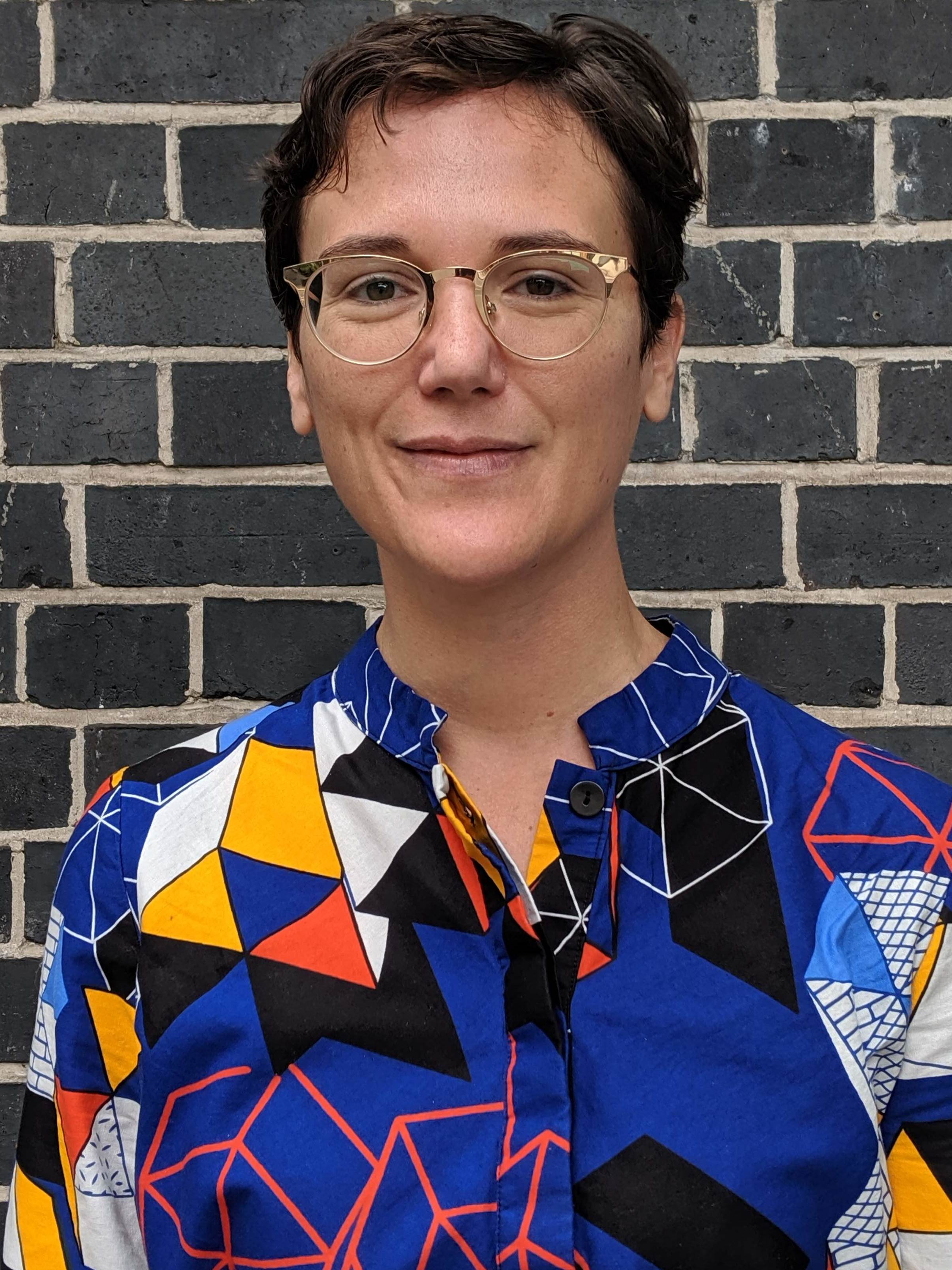
Erin L Thompson (2019)

Erin Louisa Thompson ist eine US-amerikanische Juristin und Kunsthistorikerin. Ihre Spezialisierung liegt bei den Themen, in denen Rechtsfragen in der Kunstgeschichte, der Kunst und bei Kunstwerken von Belang sind.

## Leben und Leistungen
Erin L. Thompson studierte ab 1999 zunächst Kunstgeschichte und Philosophie am Barnard College in New York City, wo sie ihren 2002 ihren Bachelor-Titel erwarb. Es folgte ein Wechsel an die Columbia University, wo sie 2010 sowohl ihren Ph.D. in Antiker und Vorderasiatischer Kunstgeschichte (Ancient Greek, Roman, and Ancient Near Eastern Art History) erlangte, sondern auch an der Columbia Law School ihren J.D. in Rechtswissenschaften. Ihre archäologische Dissertation verfasste sie bei Clemente Marconi zum Thema Comic Representations of Myth in Greek Vase Painting. Von 2010 bis 2012 arbeitete sie in einer Anwaltskanzlei, danach bis 2013 am Conflicts of Interest Board der Stadt New York. 2013 wurde sie an das John Jay College of Criminal Justice der City University of New York berufen, wo sie seitdem als außerordentliche Professorin für Betrug, Forensik, Kunstrecht und Kriminalität (Associate Professor of Fraud, Forensics, Art Law & Crime) am Department of Art and Music wirkt. Sie ist die einzige Professorin in den USA, die das Fachgebiet Kunstkriminalität vertritt. Daneben arbeitete sie von 2015 bis 2018 als public scholar am New York Council for the Humanities und von 2017 bis 2018 als Wissenschaftliche Mitarbeiterin (Fellow) am Humanities Research Center der Rice University.

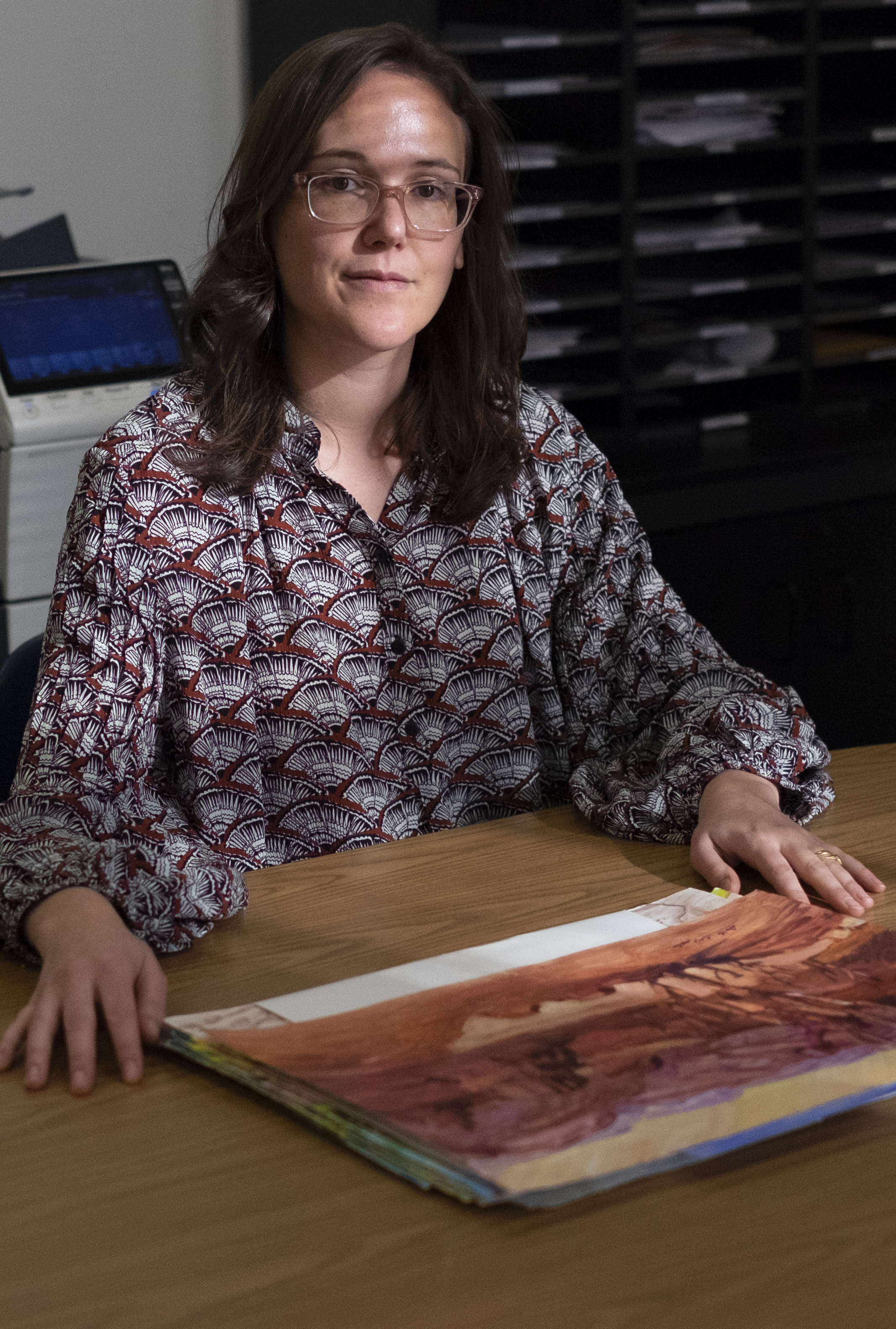
Thompson mit einem von einem Guantanamo-Häftling geschaffenen Bild als Kuratorin der zugehörigen Ausstellung

Ein erstes Mal wurde Thompson 2015 von einer breiteren Öffentlichkeit in größerem Maße wahrgenommen, als sie Ko-Kuratorin der Ausstellung The Missing. Rebuilding the Past in der Andrew and Anya Shiva Gallery des John Jay College of Criminal Justice in New York war. Hier wurden Werke gezeigt, mit denen Künstler und Wissenschaftler gegen das Wüten des Islamischen Staates Widerstand leisteten und wie sie versuchten den Zerstörungen des IS entgegenzuwirken. Im Jahr darauf war sie Ko-Kuratorin der Ausstellung Ode to the Sea. Art from Guantánamo in der President’s Gallery des John Jay College, wo Werke gezeigt wurden, die acht Gefangene des Gefangenenlager der Guantanamo Bay Naval Base geschaffen hatten. Aufgrund der Reaktionen auf die Ausstellung untersagte des Verteidigungsministerium der Vereinigten Staaten, das zukünftig Kunstwerke der Gefangenen Guantanamo verlassen dürfen. Thompson war daraufhin in der Late-Night-Show The Opposition with Jordan Klepper eingeladen, wo sie die Ausstellung verteidigte. Erneut in den Fokus der Öffentlichkeit gelangte Thompson 2020, als im Zuge der Proteste nach der Tötung von George Floyd Demonstranten Denkmale zerstörten oder dies versuchten, die sie als kolonial oder revanchistisch erachteten. Als Reaktion auf ein im Internet kursierendes Video, das Protestierende bei der Vorbereitung zeigt, wie sie ein Denkmal von Christoph Kolumbus mit Hilfe eines Seiles vom Sockel ziehen wollen, kommentierte sie dieses öffentlich mit: „Ich bin eine Professorin, der sich mit der vorsätzlichen Zerstörung von Kulturerbe befasst, und ich muss ihnen sagen: Benutzen Sie eine Kette statt eines Seils, dann geht es schneller“ (I'm a professor who studies the deliberate destruction of cultural heritage and I just have to say... use chain instead of rope and it'll go faster.). Daraufhin wurde sie unter anderem vom rechten FOX-News-Kommentatoren Tucker Carlson öffentlich angegriffen. Er warf ihr vor, sie würde hier die Zerstörung kulturellen Erbes befürworten, während sie es doch sonst immer ablehnen würde.
Thompson forscht zu einem sehr breiten Spektrum an Themen, die im zum Teil engen, zum Teil weiteren Sinne mit Kunstkriminalität zu tun haben: sie forscht zu Schwarzmarkt für geraubte Antiquitäten, Kunstgegenständen und archäologischen Artefakten, zu Kunstfälschungen, zu ethischen Aspekten der digitalen Reproduktion des kulturellen Erbes, zu menschlichen Überresten in den Sammlungen von Museen, zu Kunst die im Gefangenenlager Guantanamo entstanden ist, zu Verbrechen des Islamischen Staates gegen das kulturelle Erbe der Region und zu weiteren Themenbereichen, etwa der Sexualisierung von Kunstwerken oder dem Umgang mit Werken von umstrittenen oder moralisch fragwürdigen Künstlern. Thompson befürwortet eine Rückgabe von Raubkunst an die Herkunftsländer, wobei sie unter anderem das Metropolitan Museum of Art immer wieder heftig für dessen Beschwichtigungspolitik kritisiert. Sie vertritt den Standpunkt, dass wenn man richtigerweise von den deutschen Nationalsozialisten geraubte Kunst zurückgibt, dieses auch mit von Kolonialmächten gerauter Kunst tun sollte. In diesem Zusammenhang ist sie Mitglied des Beratungsausschusses der Nepal Heritage Recovery Campaign. Vielfach stand sie Medien als Fachfrau zur Verfügung, von digitalen und Printmedien über Radio bis hin zu Fernsehsendern wie CNN und der BBC.

## Publikationen (Auswahl)
- Possession. The Curious History of Private Collectors. Yale University Press, Yale und London 2016, ISBN 978-0-300-20852-8.
- Smashing Statues. The Rise and Fall of America's Public Monuments. W. W. Norton, New York 2022, ISBN 978-0-393-86768-8.